# Марко Пантелић (рукометаш)
Марко Пантелић (Београд, 20. децембар 1990) је српски рукометаш, висок 198 цм и тежак 96 кг. Каријеру је почео у Металопластици одакле је у лето 2008. године прешао у Црвену звезду где је наступаo пуних шест сезона. Након тога у лето 2014. године прелази у редове вечитог ривала Партизана а тренутно је слободан играч пошто је у јануару 2015. напустио црно–бели табор. Игра на позицији средњег бека и бивши је јуниорски репрезентативац. Одликује га одлична игра у одбрани.